# Aeroportul Westover Metropolitan
Aeroportul Westover Metropolitan (IATA: CEF, ICAO: KCEF, FAA LID: CEF) este un aeroport din Massachusetts, Statele Unite ale Americii ce deservește zona Springfield. Aeroportul a fost tranzitat în 2019 de 888 de pasageri.
Situat la o altitudine de 73 m, aeroportul dispune de o singură pistă.